# 1485

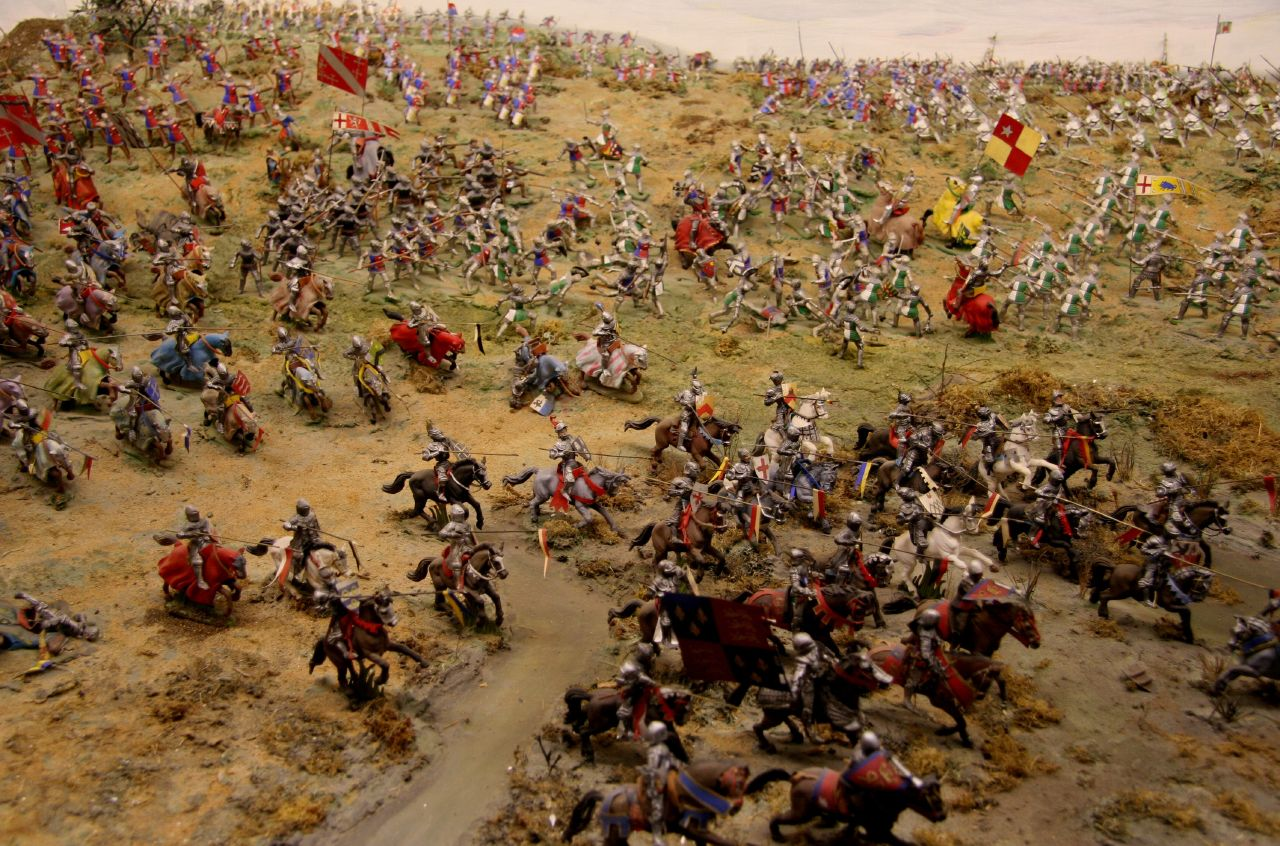
Slag bij Bosworth

Het jaar 1485 is het 85e jaar in de 15e eeuw volgens de christelijke jaartelling.

## Gebeurtenissen
april
- 1 - Karel I van Savoye huwt Bianca van Monferrato.

juni
- 17 - Willem van der Marck, de "woeste ever der Ardennen", wordt tijdens een wedren op Brabants grondgebied overmeesterd en de volgende dag op het Frijdhof te Maastricht op bevel van Maximiliaan van Habsburg onthoofd.
- juni Aartshertog Maximiliaan wordt alsnog ingezworen als regent van Vlaanderen voor zijn zoontje Filips. Hij herstelt het Brugse Vrije als lid van de Staten van Vlaanderen.

juli
- 4 - Filips van Bourgondië-Beveren huwt Anna van Borselen.
- 8 - Bonifatius III van Monferrato huwt Maria Branković.

augustus
- 7 - Henry Tudor, de hertog van Richmond, landt met een opstandig leger in Wales en trekt op naar Londen.
- 16 - Keizer Frederik III beleent Adolf III van Nassau-Wiesbaden te Überlingen met de van zijn vader geërfde lenen, waaronder het recht om in Wiesbaden gouden en zilveren munten te laten slaan, en het recht om overal in zijn graafschap mijnen aan te leggen en naar ertsen en metalen te laten zoeken, zoals reeds zijn vader toegestaan was.
- 22 - Slag bij Bosworth: Henry Tudor verslaat koning Richard III, die sneuvelt. Henry Tudor wordt als Hendrik VII koning. Einde van de Rozenoorlogen.

september
- 1 - René II van Lotharingen huwt Filippa van Egmont.
- 12 - Ivan III van Moskou verovert Tver. Einde van de onafhankelijkheid van het Vorstendom Tver.
- 24 - Stichting van Sao Tomé.

oktober
- 30- Henry Tudor wordt gekroond tot koning Hendrik VII van Engeland in de kathedraal van Westminster.

november
- 7 - Jasper Tudor huwt Catherine Woodville.
- 11 - Deling van Leipzig: De vorsten Ernst en Albrecht verdelen het keurvorstendom Saksen onder elkaar. Ernst krijgt Thüringen en het gebied rond Wittenberg, met de keurvorstelijke waardigheid, Albrecht het welvarender oosten met Dresden en Leipzig, vanaf dan het Hertogdom Saksen.

zonder datum
- Stichting van het Sultanaat Angoche
- Diogo Cão begint zijn tweede reis langs de kust van Afrika, waarin hij Kaap Kruis in Namibië bereikt.
- De Dongshantempel van Guangzhou wordt gebouwd.
- Sint-Maartensdijk ontvangt stadsrechten.
- Koning Hendrik VII stelt de Yeomen Warders of 'Beefeaters' in, de bewakers van de Tower van Londen.
- William Caxton vertaalt Van den vos Reynaerde in het Engels.
- Leonardo da Vinci ontwerpt zijn boogkatapult (jaartal bij benadering)

## Beeldende kunst

Sandro Botticelli: De Geboorte van Venus
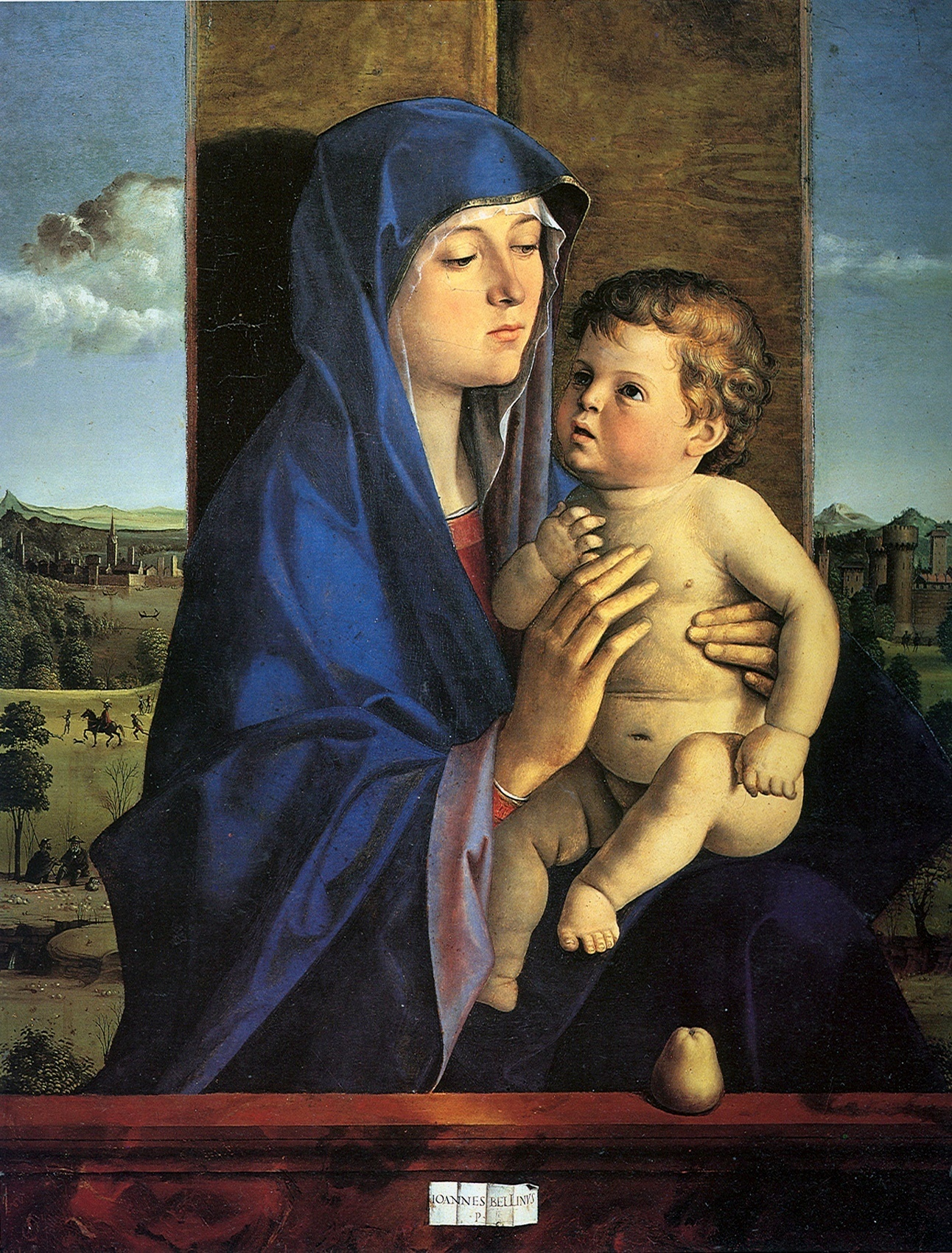
Giovanni Bellini: Madonna van Alzano
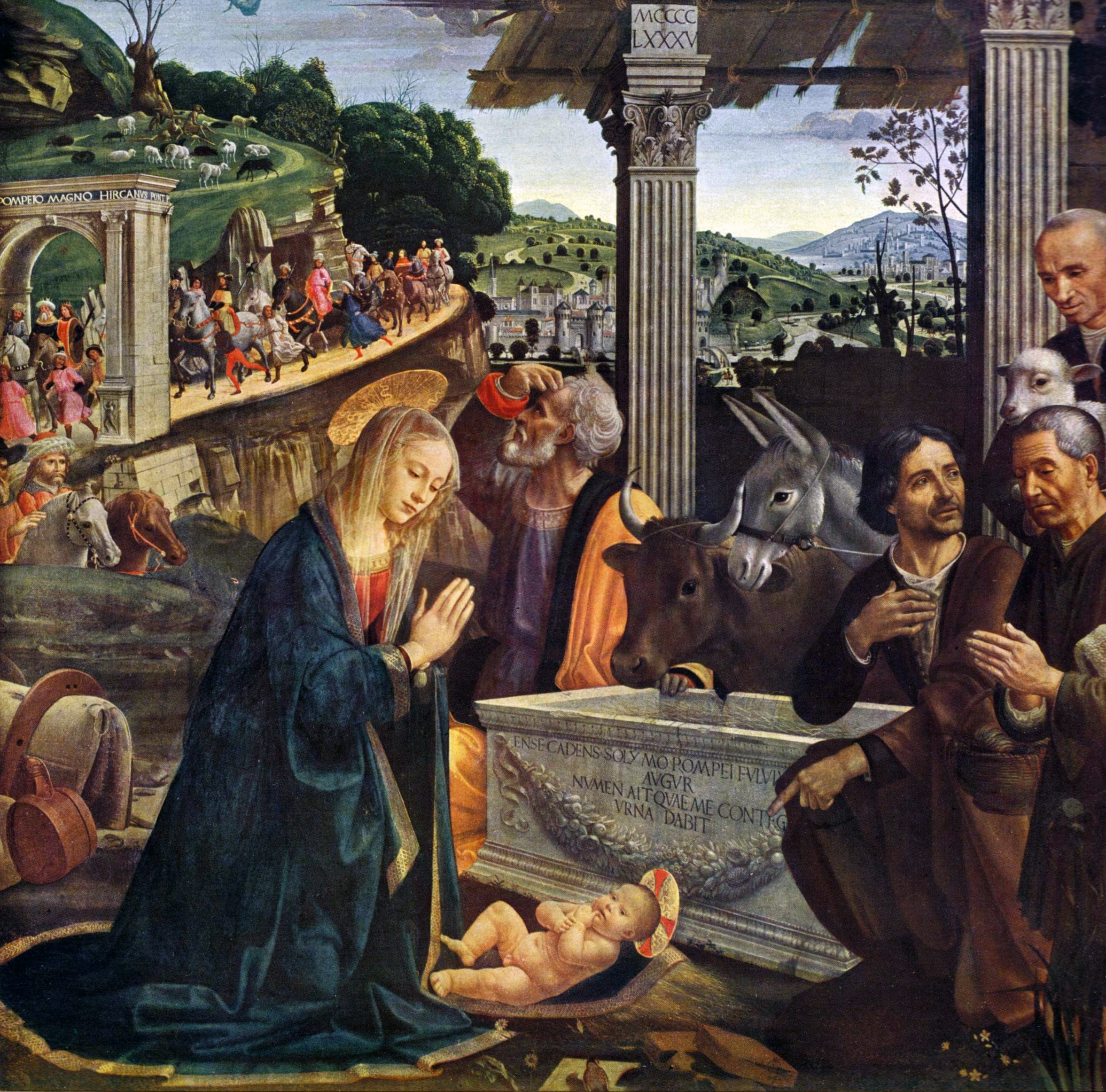
Domenico Ghirlandaio: Aanbidding door de herders
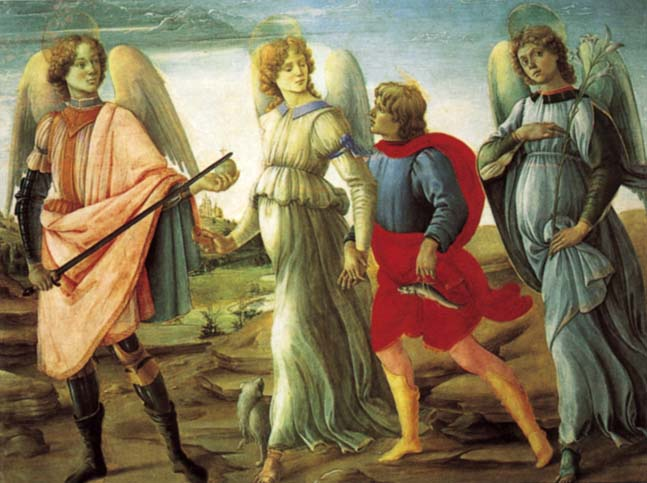
Filippino Lippi: De drie aartsengelen en de jonge Tobias
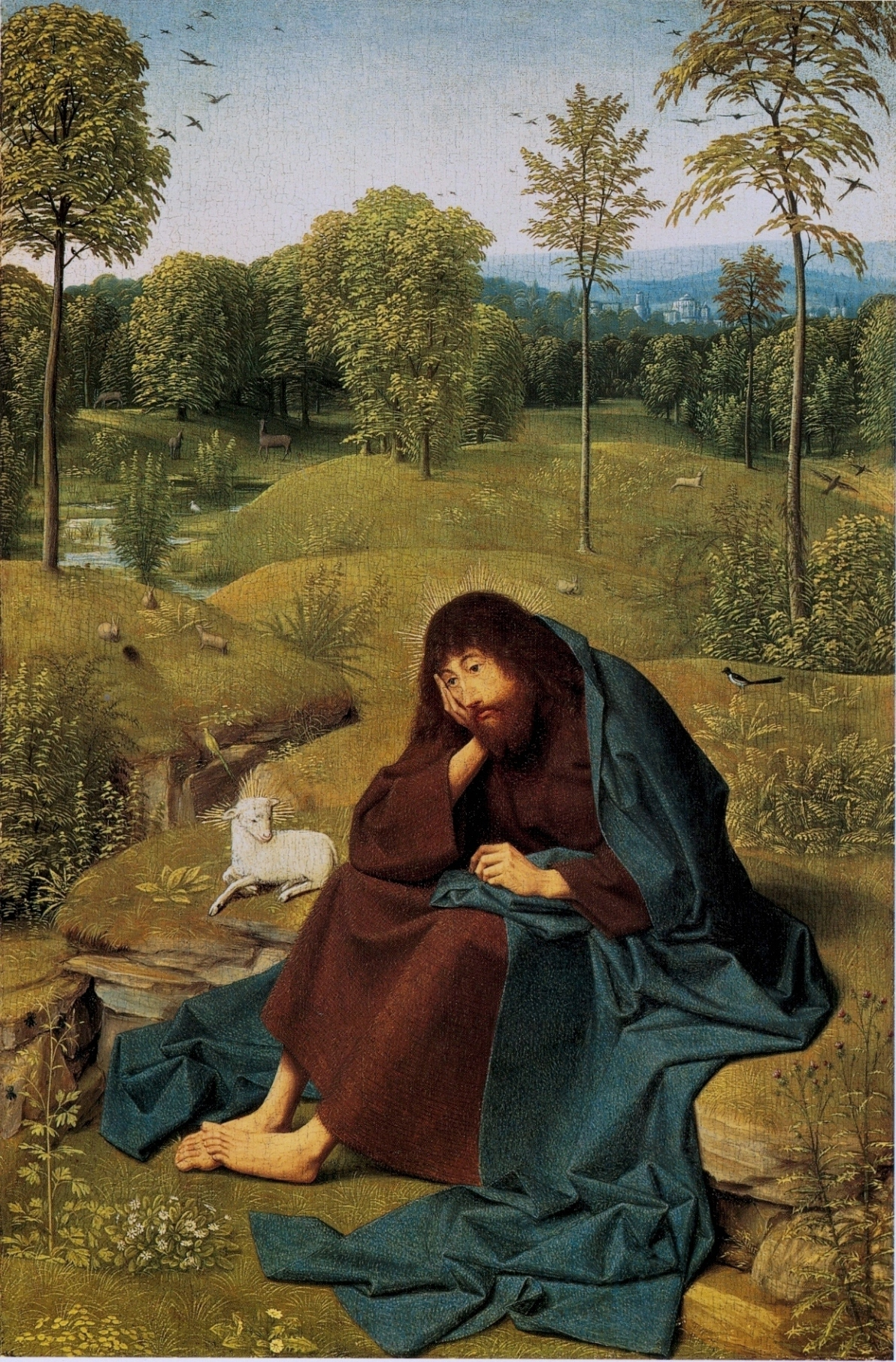
Geertgen tot Sint Jans: Johannes de Doper in de wildernis

## Opvolging
- Generalitat de Catalunya - Pere de Cardona opgevolgd door Pontius Andreas van Vilar
- Engeland - Richard III opgevolgd door Hendrik VI
- Granada - Abul-Hasan Ali opgevolgd door Mohammed XIII
- Lan Xang - Souvanna Banlang opgevolgd door zijn broer Lasenthai
- Venetië - Giovanni Mocenigo opgevolgd door Marco Barbarigo

## Afbeeldingen

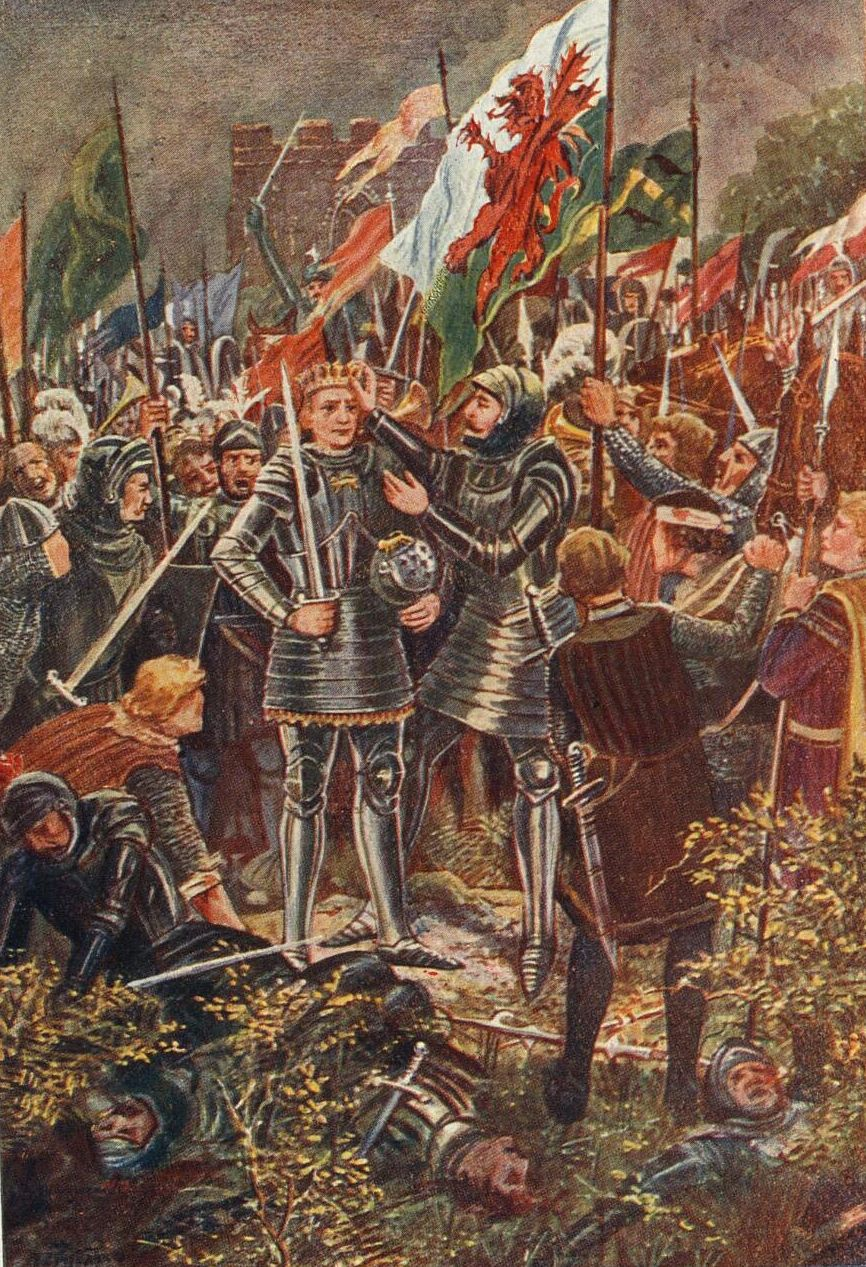
Hendrik VII wordt tot koning gekroond na de Slag bij Bosworth
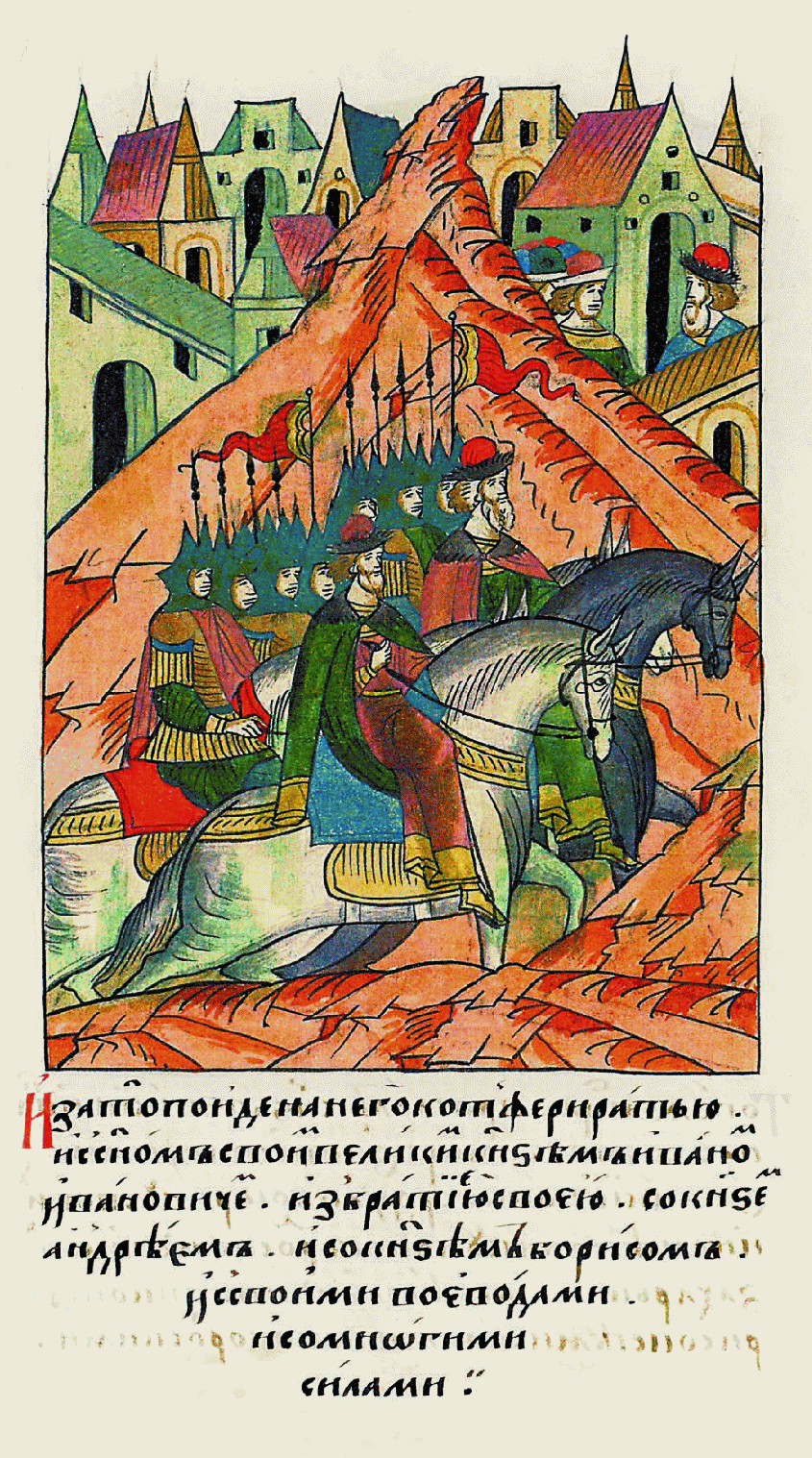
Ivan III van Moskou rukt op tegen Tver
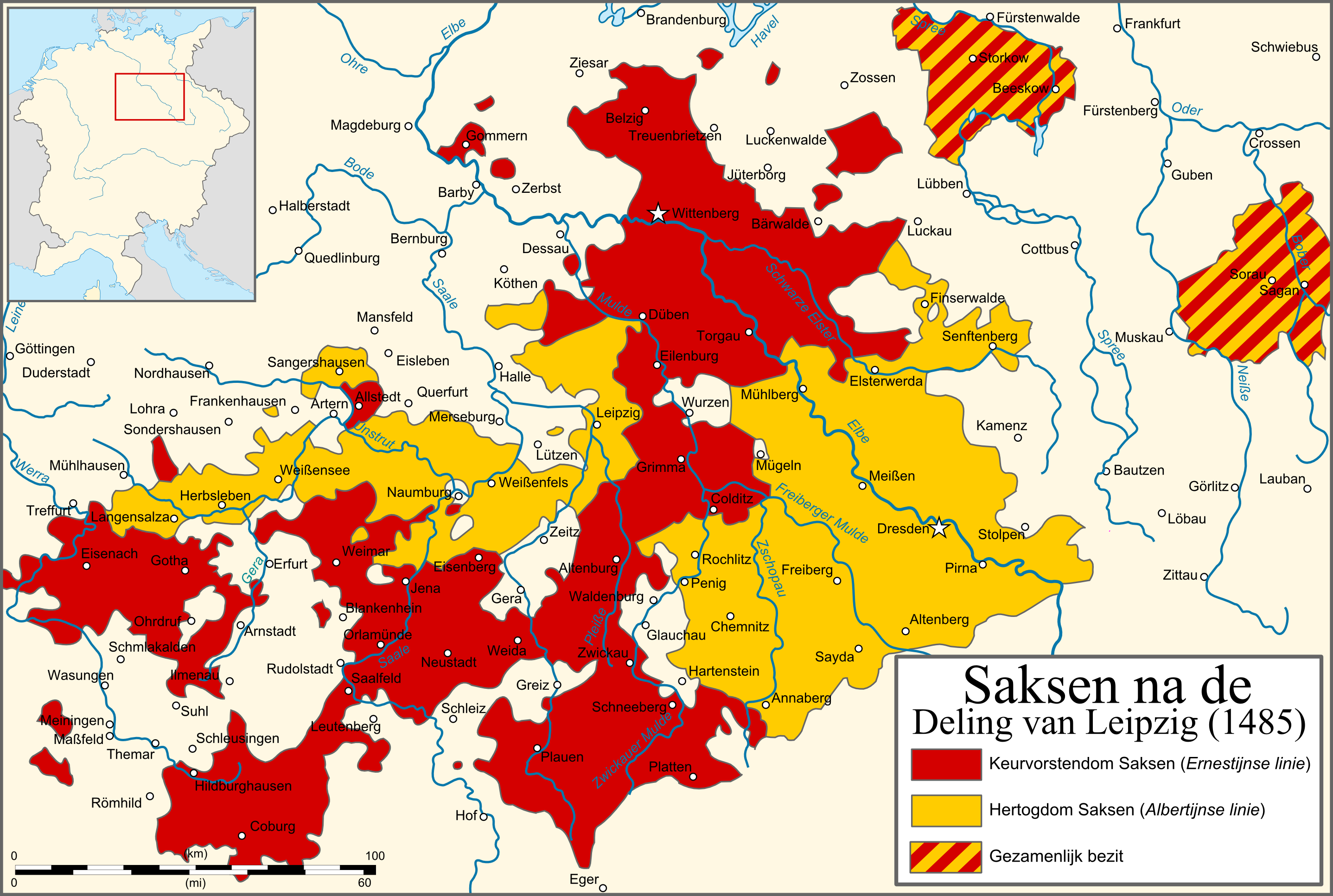
Deling van Leipzig
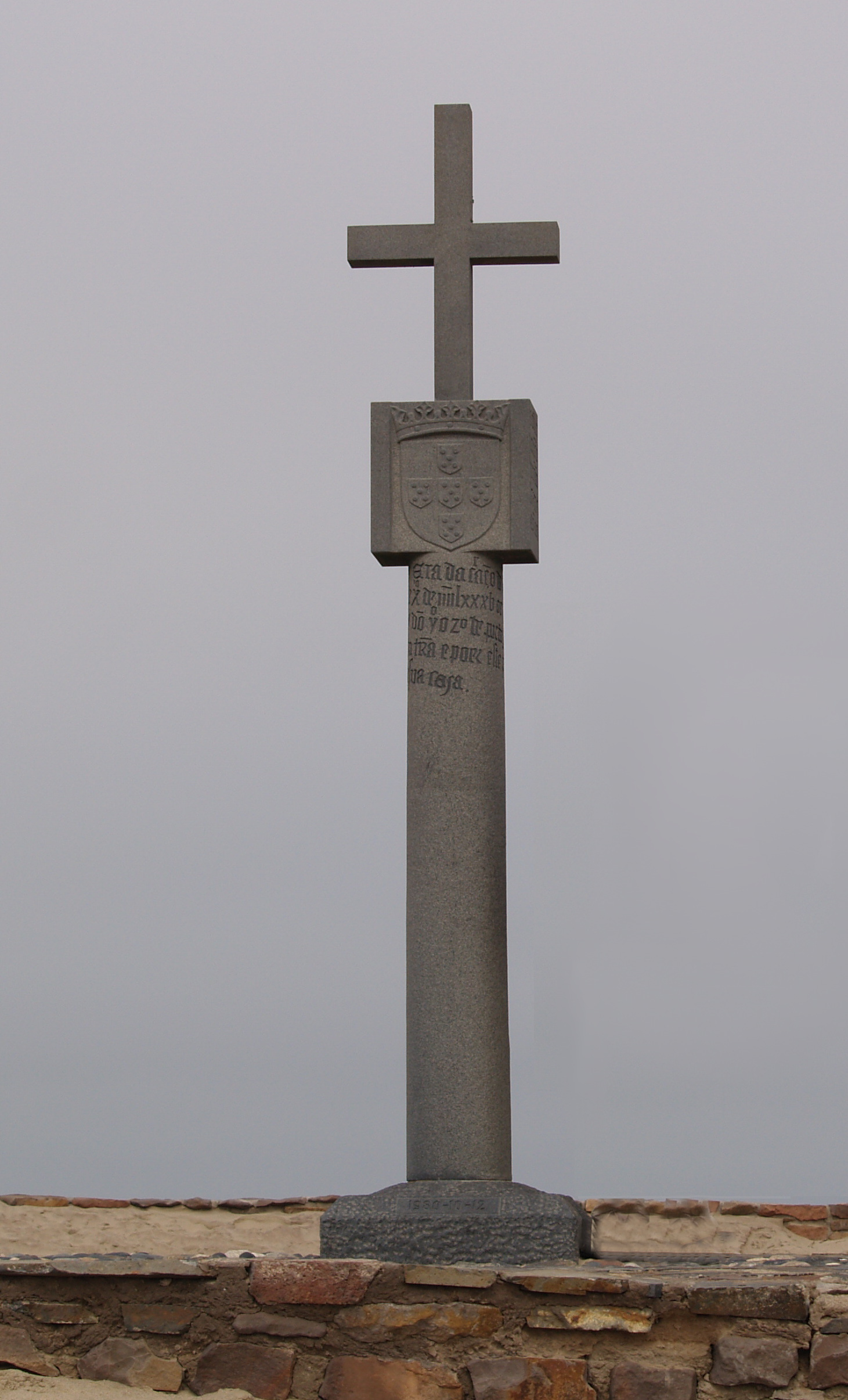
Padrão (gedenkpilaar) van Diogo Cão bij Kaap Kruis (replica ter plaatse)
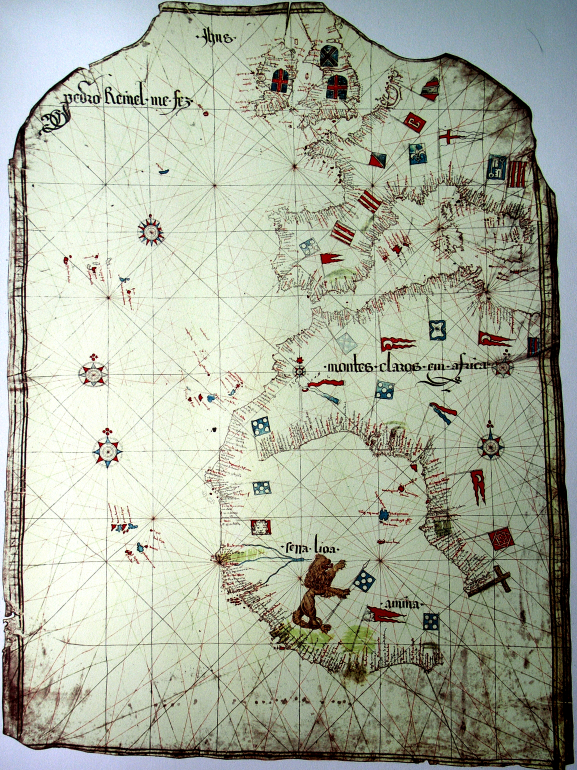
Zeekaart van Pedro Reinel uit 1485

## Geboren
- 3 februari - Franciscus van Cranevelt, Gelders geleerde
- 24 juni - Johannes Bugenhagen, Duits theoloog en kerkhervormer
- 24 juni - Elisabeth van Denemarken, Deens prinses, echtgenote van Joachim I Nestor van Brandenburg
- 14 september - Anna van Mecklenburg-Schwerin, Duits edelvrouw
- 16 december - Catharina van Aragon, echtgenote van Hendrik VIII
- Jan II van Beieren-Schagen, Nederlands edelman
- Hernán Cortés, Spaans conquistador
- Balthasar Hubmaier, Oostenrijks kerkhervormer
- Johanna van Neuchâtel, Duits edelvrouw
- Luigi Da Porto, Italiaans schrijver
- Louise Francisca van Savoye, Bourgondisch edelvrouw
- Jozef de Baenst, Vlaams politicus (jaartal bij benadering)
- Cornelis van Baersdorp, Zuid-Nederlands arts (jaartal bij benadering)
- Thomas Cheney, Engels staatsman (jaartal bij benadering)
- Jean Clouet, Zuid-Nederlands kunstenaar (jaartal bij benadering)
- Thomas Cromwell, Engels staatsman (jaartal bij benadering)
- Clément Janequin, Frans componist (jaartal bij benadering)
- Johannes Kleberger, Beiers edelman en filantroop (jaartal bij benadering)
- Lenaart Knoest, Brabants schilder (jaartal bij benadering)
- Roelof van Lennep, Gelders staatsman (jaartal bij benadering)
- Jehan Mone, Zuid-Nederlands beeldhouwer (jaartal bij benadering)
- François Petyt, Vlaams politicus (jaartal bij benadering)
- John Russell, Engels staatsman (jaartal bij benadering)
- Sebastiano del Piombo, Italiaans schilder (jaartal bij benadering)
- Sayyida al Hurra, Andalusisch-Marokkaans edelvrouw en piraat (jaartal bij benadering)
- Giovanni da Verrazzano, Italiaans ontdekkingsreiziger (jaartal bij benadering)

## Overleden
- 8 januari - Eleonora van Borselen, Hollands edelvrouw
- 18 januari - Andreas Grego van Piscara (~84), Italiaans monnik
- 20 januari - Eustochia Smeralda Calafato (50), Italiaans kloosterzuster
- 30 januari - Jacob van Savoye (34), Bourgondisch staatsman
- 16 maart - Anne Neville, echtgenote van Richard III van Engeland
- 27 maart - Maarten Lem, Vlaams handelaar en politicus
- 5 april - Lorenzino van Marostica (~4), Italiaans kindmartelaar
- 12 mei - Alonso Enríquez (~49), Castiliaans admiraal
- 18 juni - Willem I van der Marck Lumey (~38), Luiks edelman
- 15 augustus - Albrecht II van Brunswijk-Grubenhagen (65), Duits edelman
- 22 augustus - Walter Devereux (~63), Engels edelman
- 22 augustus - John Howard (~60), Engels edelman
- 22 augustus - Richard III (32), koning van Engeland (1483-1485)
- 22 augustus - Richard Ratcliffe, Engels staatsman
- augustus - Pietru Caxaro (~85), Maltees filosoof
- 14 september - Giovanni Mocenigo, doge van Venetië (1478-1485)
- 27 oktober - Rudolf Agricola (42?), Nederlands geleerde
- Jean de Foix (~70), Engels edelman
- Cornelius Heyns, Zuid-Nederlands componist
- Souvanna Banlang, koning van Lan Xang (1478-1485)
- Alexander Stewart (~31), Schots edelman

## Trivia
- De Slag bij Bosworth vormt het slotstuk van Shakespeares toneelstuk Richard III
- Ook de eerste aflevering van de televisieserie Blackadder speelt tijdens de Slag bij Bosworth